# Too Much Information
«Too Much Information» —en español: «Demasiada información»— es el vigécimonoveno sencillo de la banda británica de new wave Duran Duran, Fue lanzado en marzo de 1993 como el tercer sencillo del álbum Duran Duran (The Wedding Album).

## La Canción
"Too Much Information" rompe con la "seriedad" o "solemnidad", que llevaban los anteriores dos sencillos, Ordinary World y Come Undone, del álbum Duran Duran (1993). Esta canción tiene destellos de Punk Rock y Rock Alternativo por momentos donde no se puede percibir la naturaleza de Duran Duran, como el New Wave, por ejemplo.
La letra de la canción se refieren principalmente a la comercialización de la industria de la música y la función de la línea de la lengua en la mejilla - "destruido por MTV / Odio a morder la mano que me da de comer / tanta información" -, en alusión a la creencia de que MTV era el único que había hecho la banda.

## Video musical
El video musical de "Too Much Information" fue filmado por el director Julien Temple en Santa Mónica el 27 de agosto y contó con la disposición del escenario de complicado diseño para el Tour de la banda en 1993, "Dilate Your Mind".

## Formatos y canciones
– Sencillo en 12": Parlophone
1. «Too Much Information» (Ben Chapman 12" Mix] – 6:18
2. «Drowning Man» (D:Ream Mix] – 6:29
3. «Drowning Man» (Ambient Mix) – 6:45
4. «Too Much Information» (Deptford Dub) – 5:43

 – CD: Parlophone
1. «Too Much Information» (Álbum Versión) – 3:59
2. «Come Undone» (12" Mix - Comin' Together) – 7:25
3. «Come Undone» (en vivo) – 7:35
4. «Notorious» (en vivo) – 5:31

 – CD: MC Capitol
1. «Too Much Information» – 4:56
2. «Too Much Information» (Techno 7" Remix) – 3:31
3. «Drowning Man» (D:Reamix) – 6:29
4. «Hungry Like the Wolf» (versión acústica) – 7:01

- CD: Part of "Singles Box Set 1986-1995" boxset

1. «Too Much Information» (Álbum versión) – 4:56
2. «Come Undone» (Live) – 7:34
3. «Notorious» (Live) – 5:31
4. «Too Much Information» (Ben Chapman 12" Mix) – 6:19
5. «Drowning Man» (D:Ream Mix) – 6:20
6. «Drowning Man» (Ambient Mix) – 6:36
7. «Too Much Information» (Ben Chapman Instrumental 12" Mix) – 6:00
8. «Too Much Information» (Deptford Dub) – 5:44
9. «Too Much Information» (Álbum versión) - 3:58
10. «Come Undone» (12" Mix Comin' Together) – 7:26

## Posicionamiento en listas y certificaciones
| \| Listas (1993) \| Mejor posición \| \| -------------------------------------- \| -------------- \| \| Australia (ARIA)[3] \| 29 \| \| Bélgica (Flandes) (Ultratop 50)[4] \| 34 \| \| Estados Unidos (Billboard Hot 100)[5] \| 45 \| \| Estados Unidos (Modern Rock Tracks)[5] \| 30 \| \| Estados Unidos (Adult Contemporary)[5] \| 47 \| \| Francia (SNEP)[6] \| 36 \| \| Alemania (German Singles Chart)[7] \| 42 \| \| Irlanda (Irish Singles Chart)[8] \| 17 \| \| Italia (Italian Singles Chart)[9] \| 21 \| \| Reino Unido (UK Singles Chart)[10] \| 35 \| |                |
| Listas (1993) | Mejor posición |
| Australia (ARIA) | 29             |
| Bélgica (Flandes) (Ultratop 50) | 34             |
| Estados Unidos (Billboard Hot 100) | 45             |
| Estados Unidos (Modern Rock Tracks) | 30             |
| Estados Unidos (Adult Contemporary) | 47             |
| Francia (SNEP) | 36             |
| Alemania (German Singles Chart) | 42             |
| Irlanda (Irish Singles Chart) | 17             |
| Italia (Italian Singles Chart) | 21             |
| Reino Unido (UK Singles Chart) | 35             |

## Otras apariciones
Álbumes:
- Duran Duran, "The Wedding Album" (1993)
- Singles Box Set 1986-1995 (2005)

## Personal
- Simon Le Bon - Voz
- Nick Rhodes - sintetizadores
- John Taylor - Bajo
- Warren Cuccurullo - Guitarra eléctrica
- Steve Farrone - Batería